# Desa Padamukti (administrativ by i Indonesien, lat -7,01, long 107,77)
Desa Padamukti är en administrativ by i Indonesien.   Den ligger i provinsen Jawa Barat, i den västra delen av landet, 130 km sydost om huvudstaden Jakarta.